# Il venditore di sogni
Il venditore di sogni è un album discografico del musicista italiano Il Guardiano del Faro (Federico Monti Arduini), pubblicato il 16 settembre 2022 per la Café Concerto Italia fondata dall'autore stesso.

## Tracce
Testi e musiche di Federico Monti Arduini, eccetto dove indicato.
1. Per amore e per passione (strumentale) – 4:54
2. Il venditore di sogni (strumentale) – 4:01
3. Lei dov'è (feat. Mario Rosini) – 3:51
4. Progetto d'amore (strumentale) – 3:42
5. Il Natale più bello che c'è (strumentale) – 3:22
6. Sotto un cielo straniero (feat. Johnny Farina) (strumentale) – 4:44
7. A tu per tu con la luna (feat. Fabrizio Bosso) (strumentale) – 5:05
8. Finché da lui tornerai (feat. Giuseppe Milici, Duni Jazz Choir) (strumentale) – 4:06
9. A Million Voices (feat. CeCe Rogers) – 4:00 (testo: Malcolm MacDonald Charlton, Kenneth Jessie Rogers III)
10. Appuntamento tra le nuvole (strumentale) – 6:33
11. Per te soltanto (feat. Natale Massara) (strumentale) – 5:09
12. Volo 463 (strumentale) – 5:21

## Formazione
- Federico Monti Arduini – tastiere, programmazione
- Fabrizio Bosso – tromba (traccia: 7)
- Duni Jazz Choir – coro: (traccia: 8)

Chiara Ceo – soprano
Grazia Lombardi – soprano
Sara Rotunno – soprano
Annamaria Carrieri – contralto
Desirée Colangelo – contralto
Badria Razem – contralto
Vito Giammarelli – tenore
Emanuele Schiavone – tenore
- Johnny Farina – chitarra (traccia: 6)
- Natale Massara – sassofono (traccia:11)
- Giuseppe Milici – armonica a bocca (traccia: 8)
- Mario Rosini – voce (traccia: 3), direzione del coro (traccia: 8)
- CeCe Rogers – voce (traccia: 9)